# Diviziunea ilogică
Diviziunea ilogică sau eroara logică a descompunerii sau eroarea logică a decompoziției se comite atunci când se face asumpția că unele sau toate părțile întregului au o proprietate doar pentru simplul fapt că întregul are acea proprietate.

## Logica
Întregul O, are proprietatea P.
Prin urmare, și unele sau toate părțile lui O au proprietatea P.
(Unde P este o proprietate ce nu se poate distribui de la întreg la părțile sale.)

## Explicație
Este inversul compoziției ilogice. Astfel putem spune că unele proprietăți sunt de așa natură încât dacă întregul are acea proprietate atunci și părțile care-l compun au acea proprietate - de exemplu invizibilitatea cu ochiul liber. Totuși nu toate proprietățile sunt ca aceasta - de exemplu vizibilitatea cu ochiul liber. Dacă se trage concluzia că părțile au anumite caracteristici pentru că întregul are acea caracteristică și nu se furnizează o justificare corectă pentru acea inferență atunci concluzia este eronată. Doar simplul fapt că întregul are o proprietate nu garantează în mod necesar că și părțile au acea proprietate.
Un sistem ca întreg poate avea unele proprități pe care părțile constituente nu le au, o astfel de proprietate a sistemului este cunoscută sub denumirea de proprietate emergentă.

## Exemple
- Oamenii sunt făcuți din atomi.

Oamenii sunt vizibili cu ochiul liber.
Rezultă că și atomii sunt vizibili cu ochiul liber.
- 4 este un număr par. 1 și 3 sunt părți ale lui 4. Rezultă că 1 și 3 sunt numere pare.

- Faimoasă este controversa din filozofia lui Anaxagoras (cel puțin așa cum este ea discutată de romanul atomist Lucretius), în care se făcea asumpția cum că atomii care constituie o anumită substanță trebuie să aibă aceleași proprietăți ca substanța respectivă: adică atomii apei trebuie să fie uzi, atomii fierului trebue să fie tari, atomii lânei trebuie să fie moi, etc. Această doctrină se numește homeomerie, și pur și simplu se bazează pe această eroare logică a descompunerii.

- O celulă vie e material organic, rezultă că și substanțele chimice din care e făcută celula trebuie să fie tot din material organic.

- Popescu locuiește într-o clădire mare, înseamnă că și apartamentul său e mare.